# Gilbert Deray
Pour les articles homonymes, voir Deray.
Gilbert Deray est chef du service néphrologie de l'hôpital La Pitié-Salpêtrière (AP-HP), pharmacologue et spécialiste en médecine anti-âge et préventive.
Il devient une personnalité médiatique auprès du grand public durant la pandémie de Covid-19 prônant la vaccination obligatoire et le passe sanitaire.

## Biographie
Depuis 1998, il est directeur du service de néphrologie à l’Hôpital de la Pitié-Salpêtrière. Il est spécialiste du rein et des interactions médicamenteuses pharmacocinétiques.

### Pandémie de Covid-19
Durant la crise de la Covid-19, il devient l'une des personnalités scientifiques régulièrement invités au titre de son expertise médicale intervenant sur des thématiques  principalement sanitaires et médicales ainsi que sur les prises de décisions politiques et économiques selon une approche scientiste.
En mai 2020, il compte parmi les scientifiques qui font part de leurs inquiétudes de l'impact l'affaire du LancetGate concernant l'étude qui a permis la justification de l'interdiction de l'hydroxychloroquine en déclarant que « Si l'article du Lancet est une fraude cela va briser la confiance dans les scientifiques de façon durable (...) J'attends avec inquiétude les résultats de l'enquête. ».
Fin janvier 2021, il considère que les priorités gouvernementales ont changé et que le sanitaire n'est plus un choix de société prioritaire par le gouvernement pour favoriser l'économie. Il poursuit en déclarant que le passe sanitaire et le vaccin sont des outils pour sortir de la crise sanitaire et éviter des vagues successives en 2022.
En février 2022, Gilbert Deray exprime son scepticisme sur les annonces d'Olivier Véran concernant la fin du port du masque en intérieur et la possibilité de supprimer le pass sanitaire vaccinal plus tôt que prévu estimant que les décisions politiques ne sont pas prises essentiellement selon des critères scientifiques et sanitaires .

### Vaccination obligatoire des enfants
Fin octobre 2021, à l'occasion de l'augmentation du taux d'incidence officialisé par le porte-parole du gouvernement Gabriel Attal, il déclare que « la couverture vaccinale n’est pas bonne » et qu'il faut cibler les non-vaccinés en déclarant « Il faut aller chercher les 10% non vaccinés. Il faut amener le vaccin à la maison, (...) finir la vaccination des 12-17 ans » et plus particulièrement les enfants. Il déclare que « Pour les 5-12 ans, la vaccination va arriver, c'est une évidence. Toutes les études nous montrent que c'est efficace et sûr ». Il déplore également le manque de complémentarité des autorités sanitaires misant essentiellement sur la campagne massive de vaccination en mettant de côté le triptype de précaution sanitaire  "tester, tracer, isoler".
Fin novembre 2021, durant l'émission C à vous sur France 5, il confirme cette position en déclarant que pour éviter la fermeture des écoles, il faut tester systématiquement les enfants et préconise la vaccination des enfants de 5 à 11 ans en justifiant qu'il a constaté que des « l'IRM cérébrales d’enfants qui font la Covid, ça ressemble à de l'Alzheimer » et parle de « centaines d'enfants » qui vont en réanimation d'après les données de Santé publique France. FranceInfo contredit ces propos en affirmant que peu de pays ont décidé de vacciner les enfants contre la Covid-19 et que le nombre d'enfants en réanimation est nettement inférieur  et demeure exceptionnel.
Début novembre 2021, il affirme à nouveau sur RMC dans l'émission d'Apolline de Malherbe  que la vaccination doit être obligatoire pour les enfants de moins de 12 ans en argumentant que ce principe d'obligation vise à éviter des conséquences neurologiques graves sur le long-terme. Il affirme que ce débat n'est pas essentiellement médical mais également éthique en déclarant « Que vaut la vie d'un enfant ? Est-ce qu'il faut vacciner deux millions d'enfants pour en sauver dix ? Je le crois. ».
En décembre 2021, une association de défense des droits de l'enfance  signale dans un communiqué qu'elle considère que les déclarations successives de professeur Gilbert Deray  dans les médias en faveur de la vaccination des enfants  sont fausses et trompeuses et de nature à induire en erreur les téléspectateurs et auditeurs sur l’opportunité de la vaccination des enfants de 5-11 ans. Parmi les points soulevés, elle affirme, en autres, que « La Haute Autorité de Santé a conclu qu’aucun enfant n’est décédé du Covid-19 en France, seuls 3 enfants sont décédés avec le Covid-19 étant atteints d’autres maux (avis du 25 novembre 2021) ». De ce fait, l'association, par l'intermédiaire de ses avocats, signale les faits auprès de la procureure de la République près le Tribunal Judiciaire de Paris.

## Publications
Ses publications portent principalement sur les interactions médicamenteuses.

## Ouvrages
- Les pouvoirs extraordinaires du reins, 2019,    (ISBN 2213713227)
- Choisissez votre destin génétique - Les preuves scientifiques, les méthodes concrètes et faciles pour rester en bonne santé, 2018,  (ISBN 221370631X)
- Choisissez votre destin (épi)génétique, 2020,  (ISBN 2290202800)